# Mariangela Demurtas
Mariangela Demurtas (Ozieri, Italija 4. studenog 1981.) je pjevačica gothic metal grupe Tristania. Grupi se pridružila 19. listopada 2007. godine kada je bivša pjevačica Vibeke Stene napustila sastav. Od 2003. pa do 2006. je bila članica Reel Fiction, zatim se pridružila skupini Alight te na koncu postala pjevačica Tristanie. 

## Diskografija
-

## Vanjske poveznice
- Myspace  Arhivirana inačica izvorne stranice od 26. veljače 2009. (Wayback Machine)